# Fotoblog

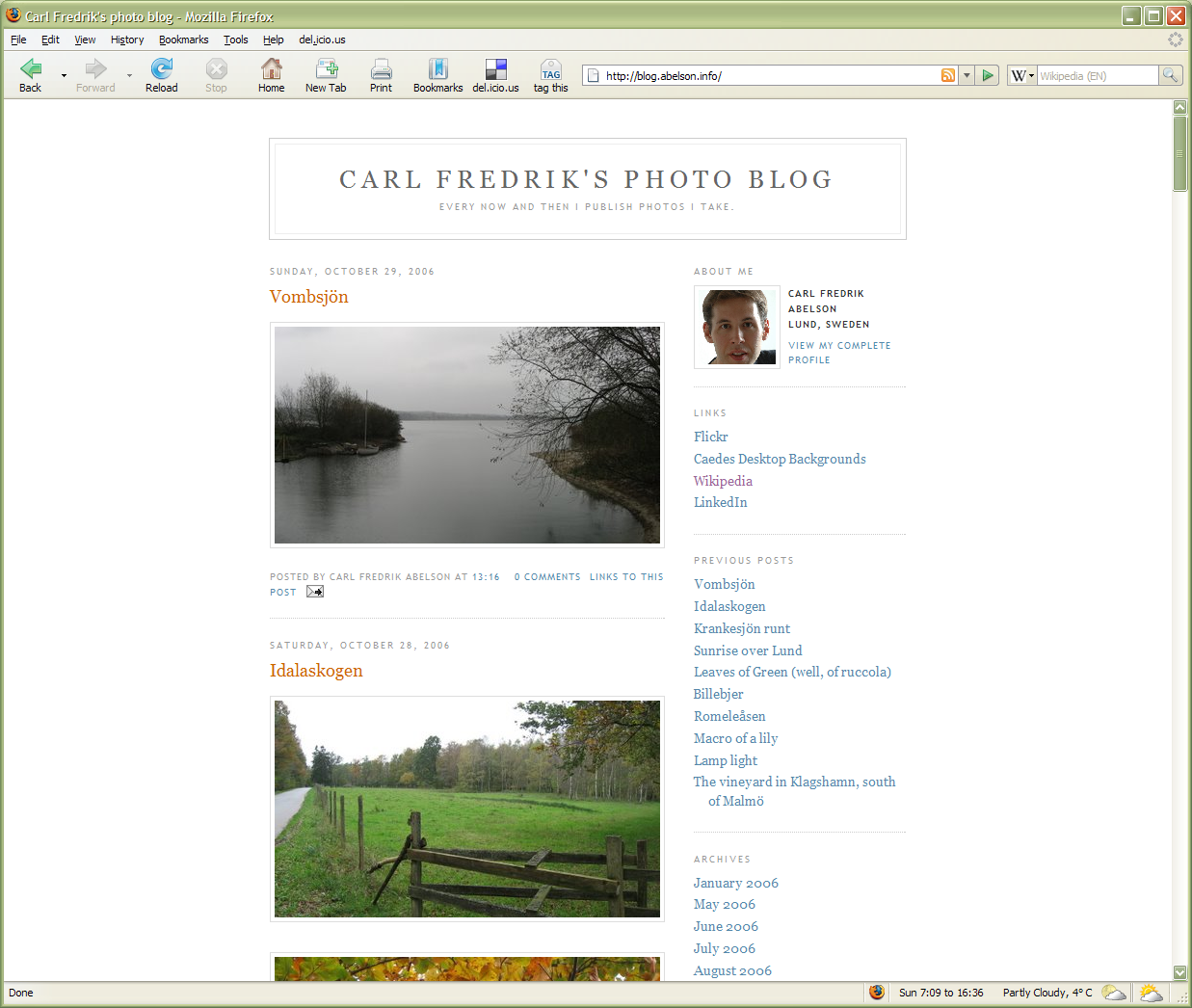
Beispiel eines Fotoblogs (2006)

Ein Fotoblog (ältere Schreibweise: Photoblog) ist eine Variante des Weblogs, bei der die Darstellung von Fotografien im Vordergrund steht. Dabei werden verschiedene Ausprägungsformen unterschieden, z. B. „optische Tagebücher“, fotografische Kunstprojekte und Portfolios von professionellen Fotografen. Die Qualität der gezeigten Arbeiten unterscheidet sich zum Teil erheblich.

## Verwendete Fototechnik
Die meisten Fotoblogs werden mit Bildern aus Digitalkameras gefüllt, da hier von der Aufnahme bis zur Publikation kein Medienbruch entsteht. Manche Fotoblogs bestehen aus Bildern, die direkt von Fotohandys hochgeladen werden (Moblog). 
Seltener findet man Fotoblogs mit Bildern aus analogen Kameras. Diese beschäftigen sich dann oft mit experimenteller Fotografie und verwenden etwa Holgas oder Lomos.

## Kultur
Fotoblogger lassen sich oft durch sogenannte Photo-Memes inspirieren. Das sind Webseiten, die im wöchentlichen Rhythmus dazu aufrufen, Fotografien zu bestimmten Themen einzureichen. 
Die meisten Fotoblogs bieten für jedes einzelne Bild eine Kommentarmöglichkeit in einem Gästebuch. Diese Interaktion von Betrachter und Autor ist wichtiger Bestandteil vieler Fotoblogs.

## Software
Fotoblogs basieren meist auf Weblog-Software. Diese wird manchmal durch Plug-ins um spezielle Funktionen zum Publizieren eines Fotoblogs erweitert. Daneben gibt es spezialisierte Anbieter, die teils kostenlose, teils kostenpflichtige Dienste zum Betreiben eines Fotoblogs im World Wide Web bereitstellen.